# Lexus LF-Xh
Lexus LF-Xh – samochód koncepcyjny o napędzie hybrydowym, przedstawiony przez wchodzącą w skład koncernu Toyota firmę Lexus w 2007 r. na Tokyo Motor Show. Symbol modelu oznacza „Lexus Future Crossover hybrid”.
Luksusowy crossover wyposażono w napędzającą przednią oś jednostkę napędową Lexus Hybrid Drive z silnikiem V6 i napęd elektryczny tylnej osi (E-Four).Pojazd był zapowiedzią trzeciej generacji modelu Lexus RX.